# Kamov Ka-31

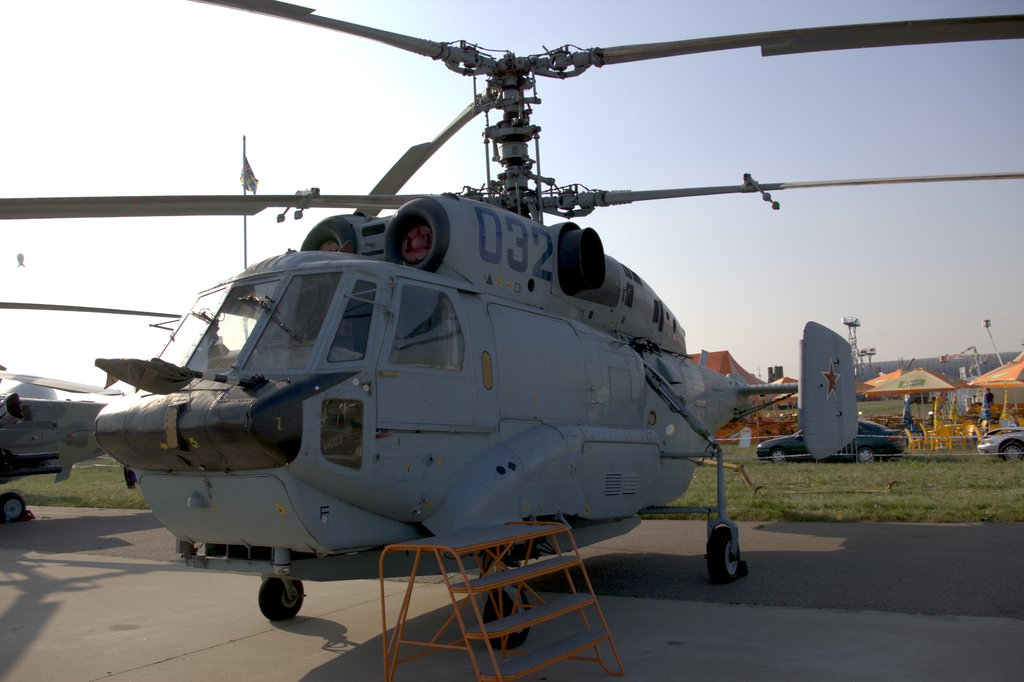
Kamov Ka-31 au MAKS 2007

Kamov Ka-31 est un hélicoptère de guet aérien d'origine russe produit par Kamov et assemblé par l'entreprise de production aéronautique Koumertaou.

## Caractéristiques
Il est basé sur la structure de l'hélicoptère de transport d'assaut Kamov Ka-29TB. Sa mission est la détection longue distance des menaces navales et aériennes. Développé à partir de 1985 par Kamov, il voit son entrée en service repoussée 10 ans plus tard à la suite de la chute de l'URSS. 
Cet hélicoptère à rotor contrarotatif est équipé d'un radar E-801M Oko (ou en version E pour l'export) qui se déploie sous la forme d'un grand rectangle sous l'hélicoptère. En cas d'urgence, il peut larguer l'antenne grâce à une charge explosive. Afin d'augmenter au maximum l'efficacité du radar, le train d’atterrissage est rétractable et l'hélicoptère est équipé du système automatique de contrôle de vol SAU-37D (permet de stabiliser l'hélicoptère). Sa portée de détection est estimée à 150 km pour les avions et 250 km pour des navires de petite taille. Il ne dispose pas d'opérateur en interne (seulement un pilote et un copilote) et transmet donc, via une liaison sécurisée, les informations qu'il récolte au porte-hélicoptères. La portée de cette liaison est d'environ 150 km.
En matière de vitesse et d'autonomie, le Ka-31 peut voler à maximum 250 km/h, son endurance est de 2,5 heures et sa distance maximale est de 600 km. Lorsque le radar est déployé, l'hélicoptère effectue une patrouille à environ 3,5 km d'altitude à une vitesse maximale de 100 km/h.

## Opérateurs militaires
Chine
- Aviation navale chinoise[1]

 Inde
- Indian Naval Air Arm[1] : 14 soit 4 Ka-31 commandés en 1999 et livrés en 2003 pour 92 millions de dollars, 5 Ka-31 commandés en 2001 et livrés entre 2003 et 2004 pour 108 millions de dollars, 5 Ka-31 commandés en 2009 et livrés en 2013 pour 198 millions de dollars[2].

 Russie
- Aviation navale russe[3] comme hélicoptère de détection et commandement